# Anastasija Zolotic
Anastasija Zolotic (n. 23 noiembrie 2002, Largo⁠(d), Florida, SUA) este o sportivă ce a reprezentat Statele Unite ale Americii, medaliată olimpică. A participat la o ediție a Jocurilor Olimpice (2020) în care a câștigat o medalie de aur.